# M/S Visby (2018)

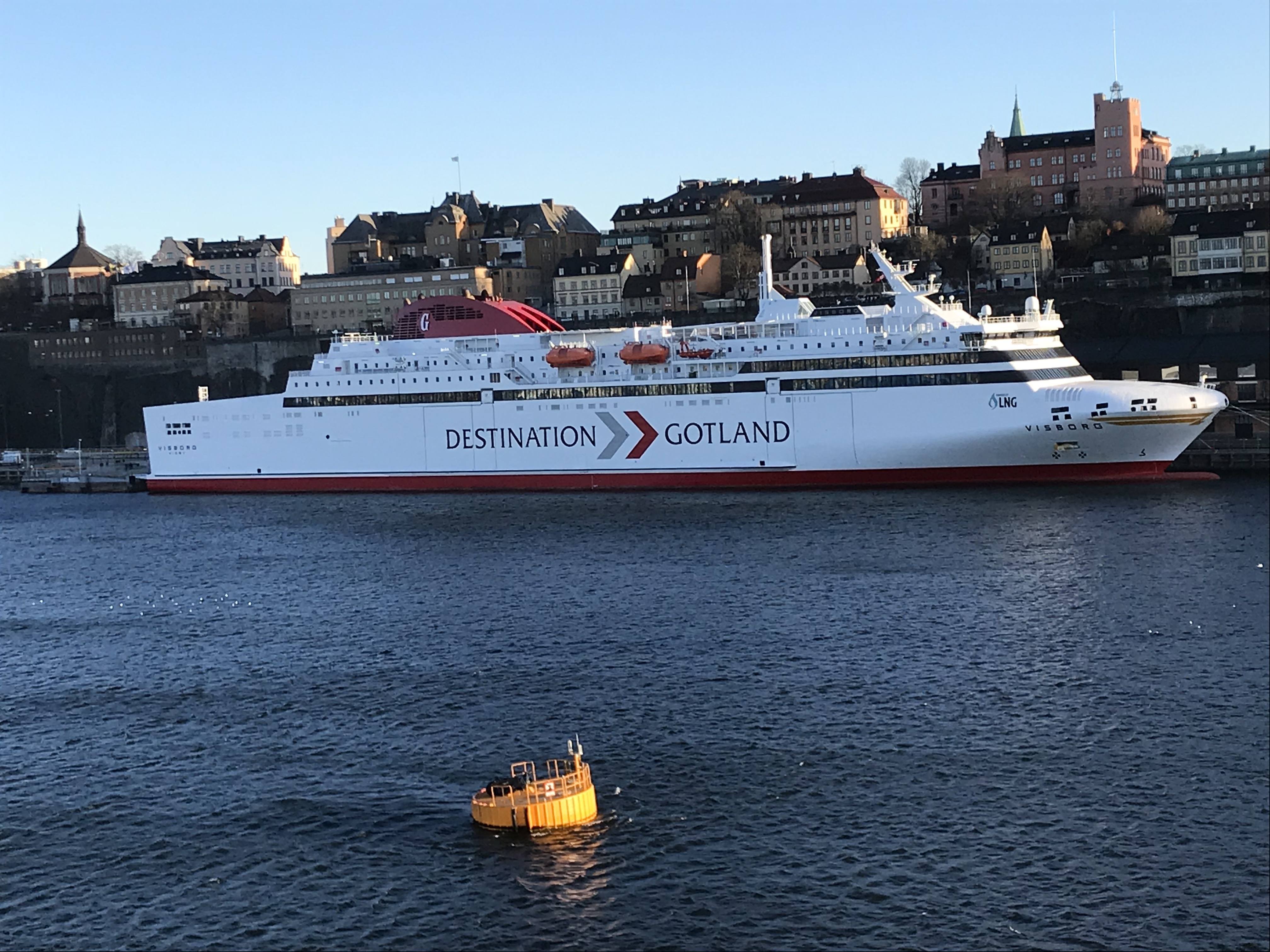
M/S Visborg vid Stadsgårdskajen i Stockholm den 23 mars 2019.

M/S Visby, tidigare M/S Visborg, är en svensk fordons- och passagerarfärja, som  trafikerar Destination Gotlands linjer mellan Visby och Nynäshamn samt mellan Visby och Oskarshamn. M/S Visby är byggd av Guangzhou Shipyard International Company Limited i Guangzhou i Kina och levererades i december 2018 med namnet M/S Visborg. Hon drivs med flytande naturgas.
Den 29 juli 2019 stötte färjan i kajen i Nynäshamn och fick tas in för reparation.
I januari 2020 stötte färjan i kajen i Visby på grund av hårt väder. Fartyget gick till Öresund drydocks i Landskrona för reparation,
I februari 2020 gjorde fartyget en överhalning på grund av hårt väder under en resa från Nynäshamn till Visby, varvid några passagerare skadades.
I december 2021 bytte fartyget namn till M/S Visby.
I augusti 2022 undsatte hon M/S Stena Scandica där en eldsvåda brutit ut ombord. M/S Visby tog emot omkring 35 evakuerade passagerare.

## Bildgalleri

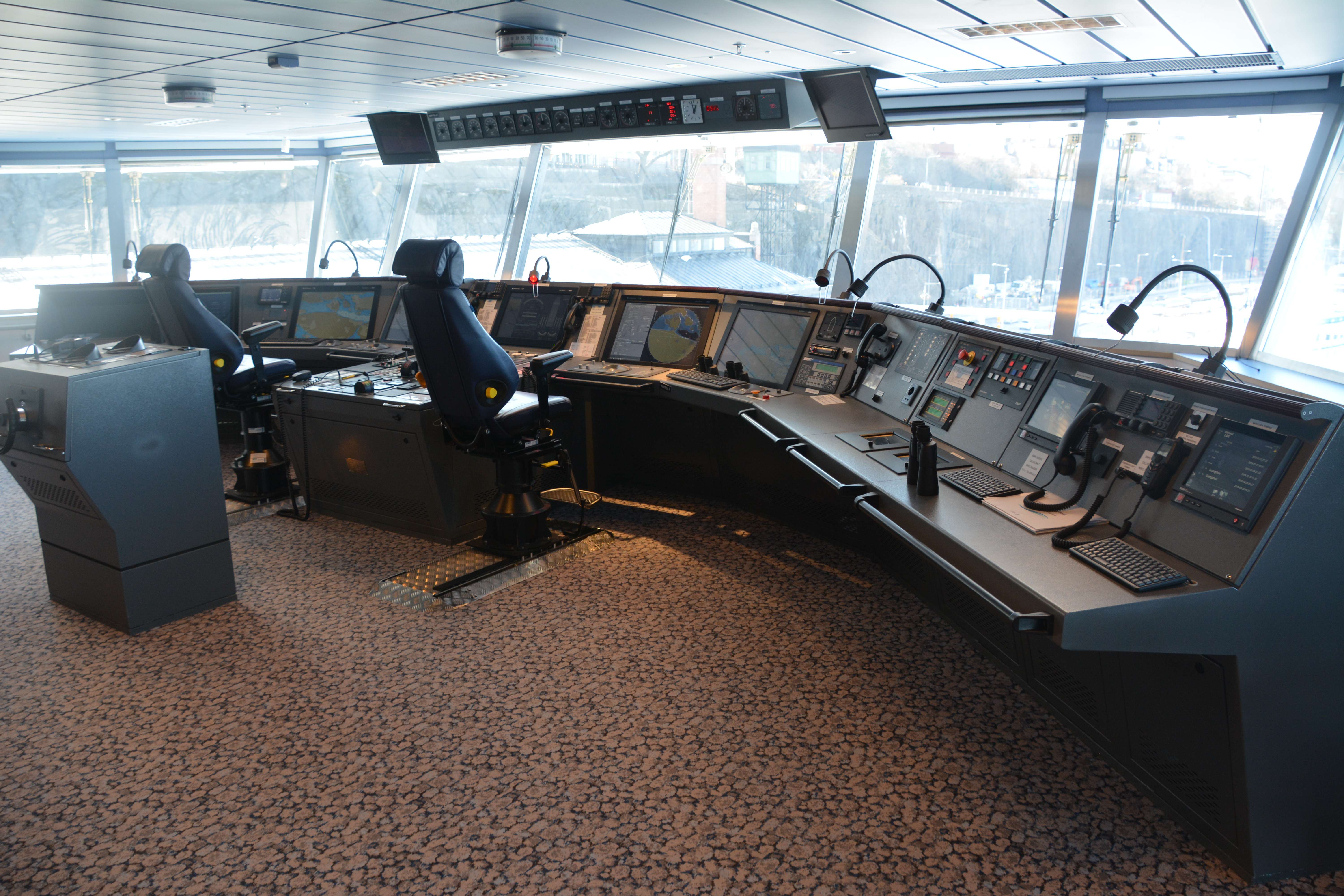
Kommandobryggan
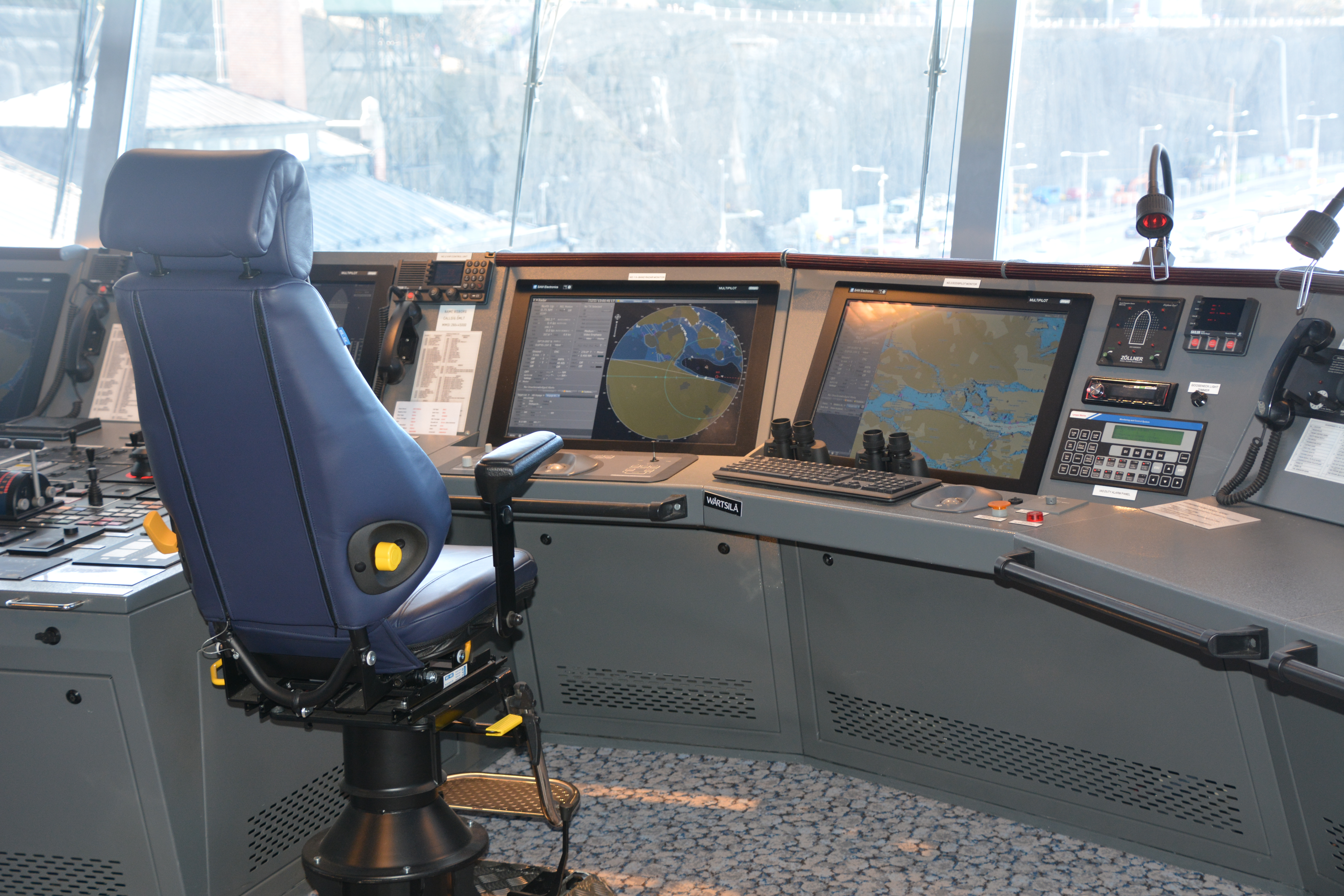
Styrmannens plats
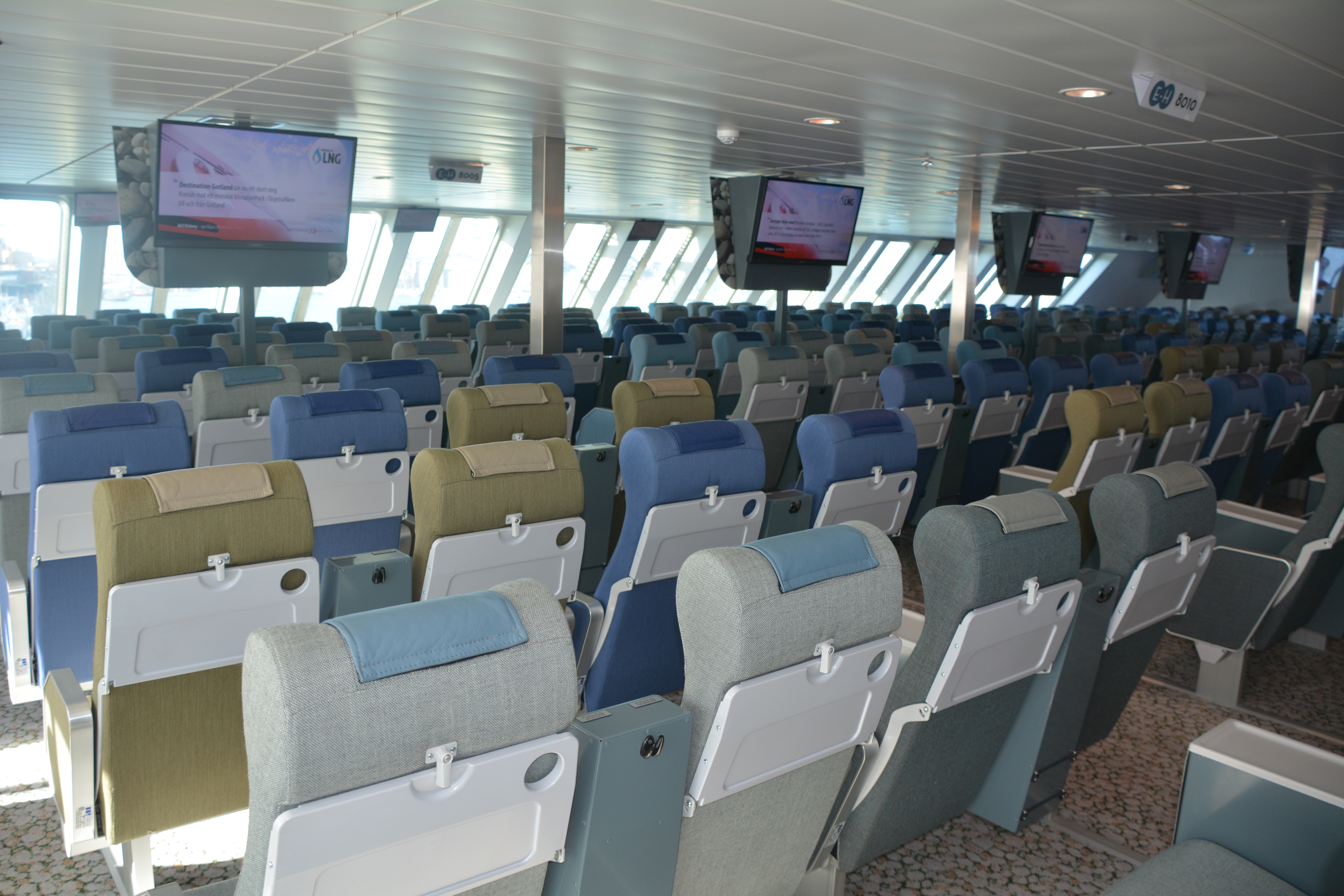
Försalong

### Fotnoter
1. ↑  Gabrielle Vähämäki (29 juli 2019). ”Gotlandsfärjan M/S Visborg stötte i kajen i Nynäshamn” (på svenska). Sveriges Television. https://www.svt.se/nyheter/lokalt/ost/m-s-visborg-stotte-i-kajen-i-nynashamn-skadades-i-aktern. Läst 29 juli 2019.
2. ↑  ”Namnbyte – Visborg blir Visby”. Destination Gotland. 17 november 2021. https://gotlandsbolaget.se/namnbyte/. Läst 12 december 2021.